# کی پانابیکر
استفانی کی پانابیکر (به انگلیسی: Stephanie Kay Panabaker) (زاده ۲ می ۱۹۹۰) بازیگر تلویزیون و سینمای آمریکا و خواهر کوچکتر دانیل پانابیکر است.
او برای اولین بار زمانی که تنها ۱۲ سال داشت در فیلم تساوی به ایفای نقش پرداخت و با این نقش وارد دنیای هنر شد. او در فیلم پرندگان کوچک بازی کرده‌است.